# Transplantare de organ

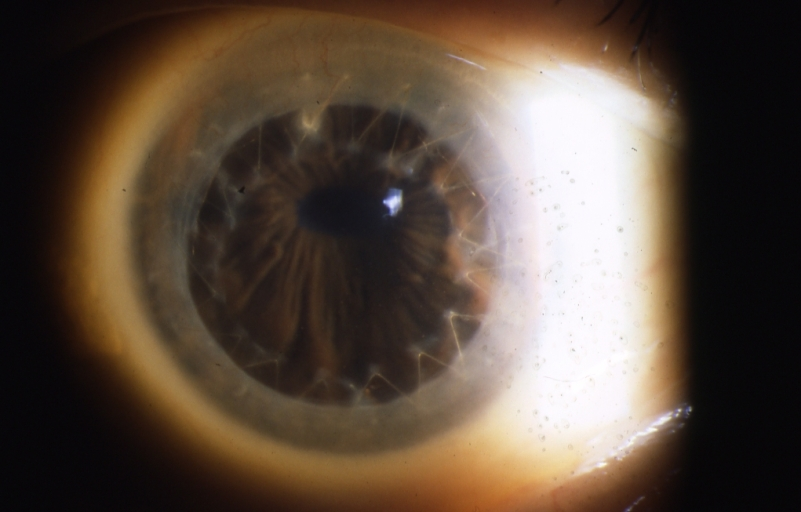
Transplant de cornee

Transplantare de organ (sinonim cu grefare, uneori și grefă  de organ) înseamnă înlocuirea totală sau parțială a unui organ sau țesut bolnav cu un organ sau țesut sănătos, sau cu părți ale acestuia, provenind de la un donator. Organul sau țesutul prelevat pentru transplantare (numit și grefon) poate proveni de la donatori vii sau de la donatori decedați. Beneficiarul unui transplant este numit primitor.

## Clasificare
Există mai multe tipuri de transplantări, clasificate după originea grefonului.

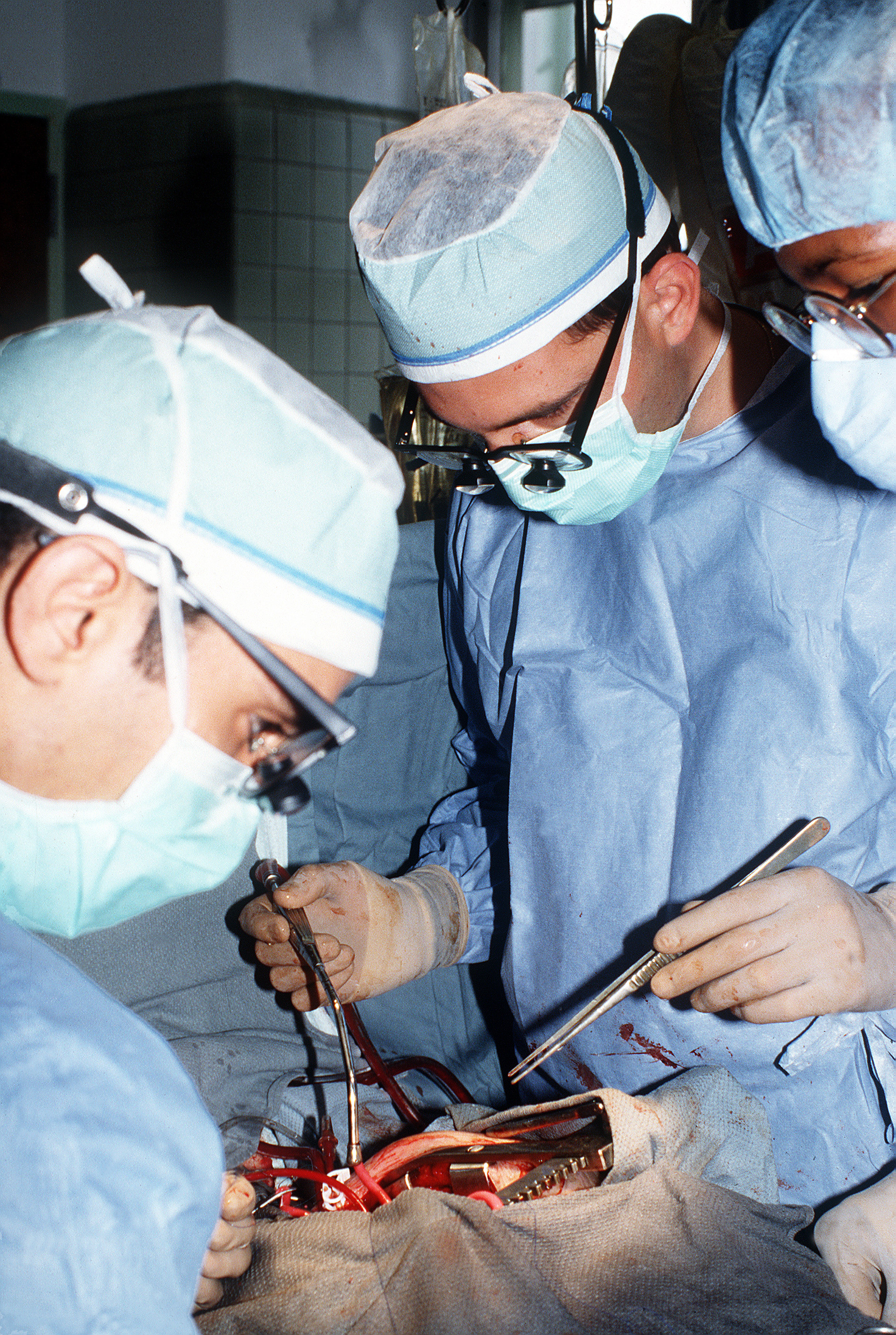
Echipă de chirurgi efectuând o transplantare de valvă mitrală la Fitzsimons Army Medical Center

### Homotransplant
Numit și homogrefă, homotransplantul este o transplantare efectuată între membrii ai aceleiași specii. Este cel mai frecvent tip de transplantare folosit în practică. În majoritatea cazurilor sistemul imunitar al primitorului percepe organul transplantat ca pe un corp străin. De aceea, pentru a evita fenomenul imunologic de respingere a transplantului, primitorul trebuie să urmeze toată viața tratament imunosupresor. Sunt și cazuri care nu impun tratament imunosupresor, cum ar fi transplantarea de cornee.
Un caz particular de homotransplant îl constutuie transplantarea între organisme genetic identice (între gemeni identici), care se comportă asemănător autotransplantului, din punct de vedere imunologic.

### Heterotransplant
Numit și heterogrefă, heterotransplantul este o transplantare efectuată între organisme aparținând unor specii diferite. Fenomenul de respingere de transplant este mult mai puternic în cazul heterogrefelor. Unele heterotransplanturi sunt utilizate curent în medicina umană (de exemplu transplantul de valve cardiace de porc, la om). Multe heterotransplanturi se realizează experimental între diferite specii, în vederea studierii unei posibile aplicabilități la om (un exemplu în acest sens este transplantul experimental de țesut insular pancreatic de la pești la primate non-umane).

### Autotransplant
Autotransplantul, numit și autogrefă, este acel tip de transplantare în care primitorului i se transplantează țesuturi proprii, prelevate din altă parte a corpului. Această metodă are aplicabilitate numai în cazul transplantului de țesuturi sau celule. Grefoanele se prelevează din zone regenerabile sau zone cu exces de țesut. Sunt și situații în care se prelevează țesuturi non-indispensabile din unele zone, pentru a fi transplantate în zone unde sunt imperios necesare (în unele proceduri de by-pass arterial realizat din grefon venos).

## Faza post-operatorie
După transplantare pacientul trebuie să urmeze, permanent, un tratament cu medicamente anti-rejectoare, menite să împiedice, resorbția, respingerea transplantului de către organismul respectivului pacient.
Aceste medicamente pot avea efecte adverse severe, mergând până la instalarea diabetului, a infecțiilor, a bolilor cardiovasculare sau a cancerului.

## Transplant de rinichi
În România, primul transplant renal a fost realizat la Clinica de Chirurgie Urologică "Fundeni" de către profesorul Eugeniu Proca la data de 13 februarie 1980.
În cadrul Centrului de Chirurgie Urologică, Dializă și Transplant Renal „Fundeni”, în perioada 1997-2011, s-au realizat 1200 de transplanturi renale, din care 80% cu rinichi de la donatori în viață și 20% cu rinichi de la donatori în moarte cerebrală.

## Note

Apel pentru donarea de organe